# Спилимберго
Спилимберго (итал. Spilimbergo) је насеље у Италији у округу Порденоне, региону Фурланија-Јулијска крајина.
Према процени из 2011. у насељу је живело 9422 становника. Насеље се налази на надморској висини од 132 м.

## Становништво
Према резултатима пописа становништва 2011. у општини је живело 11.902 становника.
| 1931. | 1936. | 1951.  | 1961. | 1971.  | 1981.  | 1991.  | 2001.  | 2011.  |
| ----- | ----- | ------ | ----- | ------ | ------ | ------ | ------ | ------ |
| 9.397 | 8.492 | 10.320 | 9.258 | 10.017 | 11.033 | 11.068 | 11.087 | 11.902 |

## Партнерски градови
- Шатр